# Black Castle (County Wicklow)
Black Castle (irisch An Caisleán Dubh) ist die Ruine einer Niederungsburg in der Stadt Wicklow im irischen County Wicklow. Die Ruine liegt unmittelbar südöstlich des Hafens.

## Geschichte
Nach der anglonormannischen Eroberung Irlands in den 1170er-Jahren erhielt Maurice FitzGerald die Siedlung Wicklow. Er ließ das Black Castle als landwärts gewandte Festung am Hafen errichten.
In der Rebellion von 1641 war die Burg kurz in den Händen der Clans O’Byrne, O’Toole und Kavanagh, wurde aber bald aufgegeben, als sich die englischen Truppen der Stadt näherten. Sir Charles Coote, 1. Baronet, der die englischen Truppen führte, ließ nachweislich die Stadtbevölkerung aus Rache „wild und unterschiedslos“ hinschlachten.  Einer dieser Akte „mutwilliger Grausamkeit“ soll gewesen sein, dass eine unbekannte Zahl von Leuten in ein Gebäude der Stadt verbracht wurde, das dann absichtlich in Brand gesetzt wurde, sodass alle Leute darin verbrannten. Auch wenn kein schriftliches Dokument dieses besondere Detail von Cootes Angriff verzeichnet, soll eine schmale Gasse, die in der Gegend „Melancholy Lane“ genannt wird, der Ort sein, an dem diese Begebenheit stattfand.